# Tronto
Pour les articles homonymes, voir Tronto (homonymie).
Le Tronto (nom latin antique Truentus) est un important fleuve de la région des Marches, qui délimite un bref confin avec la région des Abruzzes en Italie.
Avec une longueur de 115 km et un débit à l’embouchure d’environ 17 m3/s, il est un des principaux fleuves de la région des Marches avec le Métaure.

## Cours du fleuve

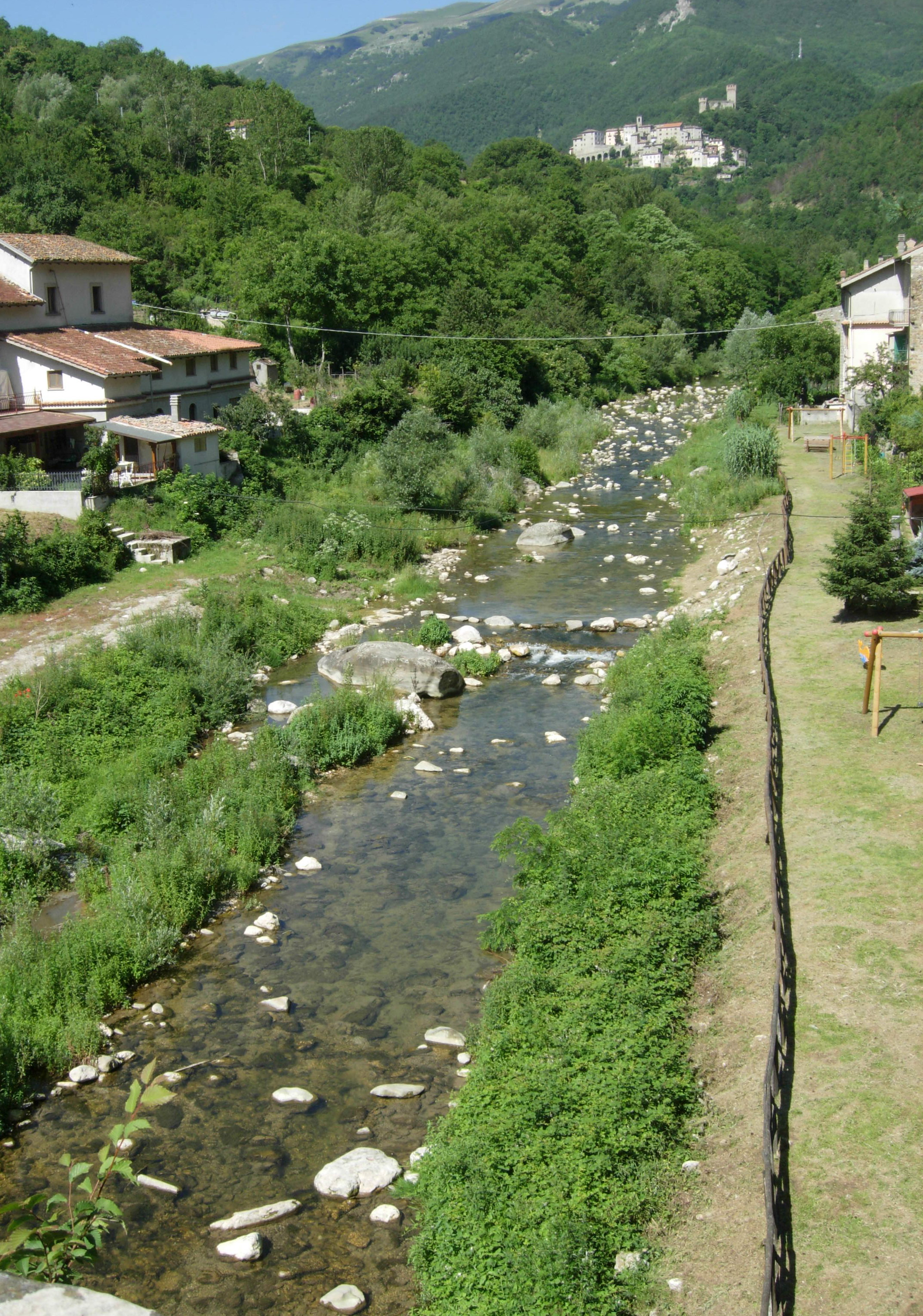
Le Tronto traversant Trisungo.

Le Tronto prend sa source dans la région du Lazio, aux monts de la Laga (exactement du Monte della Laghetta - 2 369 m) dans les Apennins, entre le Monte Gorzano (2 458 m) et le Monte di Mezzo (2 136 m).
Il commence son parcours vers le nord sous le nom de Pinto, baignant la localité de Amatrice où il reçoit les eaux du torrent Neia (7,5 km environ).
Il entre dans les Marches en prenant le nom de Tronto puis change brusquement de direction vers l’est. Il baigne les centre de Arquata del Tronto et Acquasanta Terme, reçoit à gauche le torrent Tallacano, près du lac de Centrale et le torrent Fluvione au hameau de Mozzano (commune d'Ascoli Piceno).
Le fleuve traverse la cité historique d'Ascoli Piceno, courant dans un profond défilé et reçoit à sa droite son principal affluent, le torrent Castellano (long de 40 km) qui lui apporte un apport en eau. Puis, en dehors de la cité, il reçoit à gauche le torrent Chiaro. À partir de là, le cours du Tronto ralentit, sur le tracé qui longe l'autoroute Ascoli-San Benedetto del Tronto et forme le confins entre la province d'Ascoli Piceno et la province de Teramo.
Sur ce tracé, le Tronto reçoit à Monsampolo del Tronto le dernier et très faible torrent Fiobbo, puis rejoint son embouchure dans l'Adriatique entre Porto d'Ascoli et Martinsicuro.

## Régime hydraulique
Le Tronto a un régime typique des Apennins avec un fort débit en saison pluvieuse d’automne (même jusqu’à 1 500 m3/s) et un débit faible en saison estive. Avec un débit moyen de 17 m3/s, il est un des fleuves au débit le plus élevé des Marches.

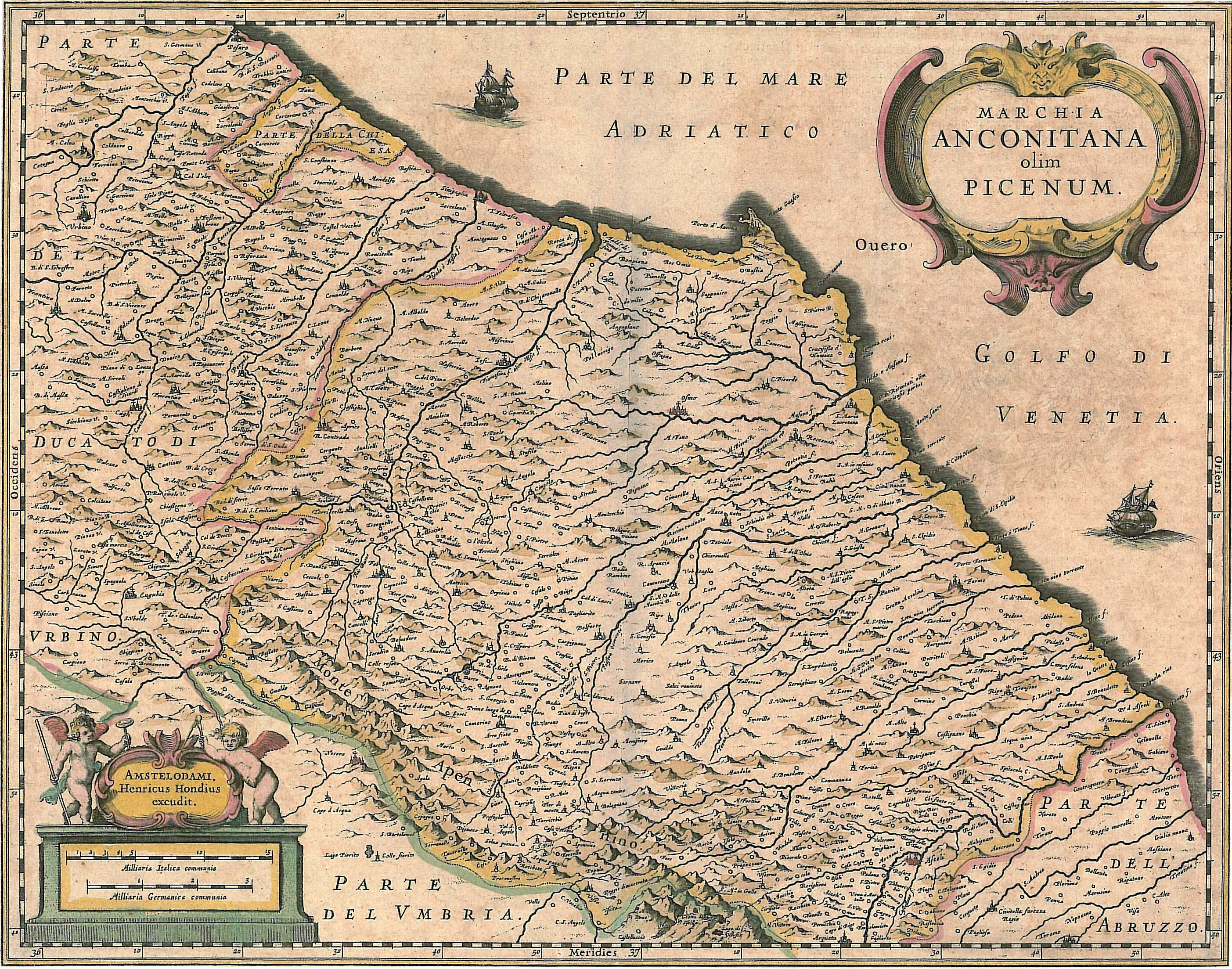
Une carte de 1635, avec les confins sud de la Marca Anconitana.

## Histoire
Le fleuve Tronto a constitué pendant des siècles, sur son tracé final, la frontière entre les États pontificaux au nord et le royaume de Naples/royaume des Deux-Siciles au sud. Avec la République italienne, il devint la frontière entre Marches et Abruzzes.